# خالد النصر الله
خالد عادل النصر الله (مواليد 24 فبراير 1987، مدينة الكويت) هو كاتب كويتي، ووعضو رابطة الأدباء في الكويت. كتب أول كتبه له في سن العشرين في عام 2007 بعنوان “كويتي من كوكب آخر”، أسس دار نوفا بلس للنشر مع الكاتب والمهندس عبد الوهاب السيد، ودار الخان للنشر والتوزيع المتخصصة في ترجمة الأدب العالمي للغة العربية.

## الدراسة والعمل
حصل خالد النصر الله على ببكالوريوس في التربية البدنية من كلية التربية الأساسية، ويعمل معلمًا في وزارة التربية. عمل كمحرر في صحيفة الوسط الكويتية عام 2007 أثناء فترة الدراسة الجامعية، كتب صفحة ثابتة في مجلة (أبواب) لكتابة مقالات أو قصص، ونشرت له جريدة القبس الكويتية عدة مقالات وقصص في الصفحات الثقافية. يعتبر عضواً في ملتقى الثلاثاء الثقافي والذي تأسس عام 1996، وكان عضو مؤسس لملتقى طالب الرفاعي الثقافي في عام 2012. مَثَّل الكويت في الملتقى الثقافي الخليجي لعام 2012 في مجال القصة القصيرة.

## كتب
| الاسم                         | النوع        | دار النشر                   | تاريخ النشر | عدد الصفحات | ردمك ISBN            | المصدر |
| ----------------------------- | ------------ | --------------------------- | ----------- | ----------- | -------------------- | ------ |
| كويتي من كوكب آخر             |              |                             | 2007        | 160         |                      |        |
| التجربة الإنجليزية            |              | شركة مطابع الرسالة          | 2008        | 197         |                      |        |
| يوم الحدث – 24 ساعة استثنائية | رواية        |                             | 2008        |             |                      |        |
| الحقيقة لا تقال               | رواية        |                             | 2009        |             |                      |        |
| هرطقة                         | رواية        |                             | 2009        |             |                      |        |
| المنصة                        | مجموعة قصصية | دار الفراشة للطباعة والنشر  | 2011        | 100         |                      | [ 6 ]  |
| زاجل                          | رواية        | منشورات ضفاف                | 2014        | 202         | (ردمك 9786140211674) | [ 8 ]  |
| الدرك الأعلى                  | رواية        | دار نوفا بلس للنشر والتوزيع | 2011        | 244         | (ردمك 9789996694080) | [ 10 ] |
| اخر الوصايا الصغيرة           | رواية        | دار نوفا بلس للنشر والتوزيع | 2017        | 167         | (ردمك 9789996696572) | [ 12 ] |
| الخط الأبيض من الليل          |              | دار الساقي                  | 2021        | 272         | (ردمك 9786140321953) | [ 14 ] |

## الجوائز
- جائزة القصة القصيرة على مستوى الوطن العربي من تنظيم مجلة العربي وبي بي سي عربي عن قصة «الوزير» عدد سبتمبر لعام 2013.[2]
- المركز الثاني في مسابقة الهيئة العامة للشباب والرياضة عن القصة القصيرة.[2]
- المركز الثاني في مسابقة مواهب عن الإصدارات الأدبية الشبابية.[2]
- وصول رواية «الدرك الأعلى» إلى القائمة الطويلة في جائزة الشيخ زايد للكتاب 2017.[1]